# Гриднево (Перемышльский район)
Гри́днево — деревня в Перемышльском районе Калужской области, в составе муниципального образования Сельское поселение «Деревня Песочня».

## География
Расположена в 48 километрах на северо-восток от районного центра — села Перемышль, в 7 километрах к северу от федеральной автодороги Р-132 «Золотое кольцо» и в полутора километрах от южных берегов реки Оки.

## Население
| 2002 | 2010 |
| ---- | ---- |
| 9    | ↘2   |

## История
Поселение известно с допетровских времён. Во время формирования Калужского наместничества Гриднево было отнесено к Калужскому уезду.
В 1782 году деревня и окрестные земли принадлежали В. П. Молчановой и Е. Н. Демидову. Имелось 19 дворов да по ревизии душ — 111.

Деревня Гриднева Евдокима Никитина сына Демидова, Варвары Петровой дочери Молчановой. На левой стороне безымянного оврага, крестьяне на оброке.— Описания и алфавиты к Калужскому атласу Ч.1.
В 1858 году деревня (вл.) Гриднево 3-го стана Калужского уезда, при речке Путихе, 7 дворах и 75 жителях — по левую сторону Старо-Тульского тракта от Калуги.
К 1914 году Гриднево — деревня Лосенской волости Калужского уезда Калужской губернии. В 1913 году население 154 человека.
В годы Великой Отечественной войны деревня была оккупирована войсками Нацистской Германии с начала октября по 22 декабря 1941 года. Освобождена в ходе Калужской наступательной операции частями 50-й армии генерал-лейтенанта И. В. Болдина.